# Лука (Миргородський район)
Лука́ — село в Україні, у Лохвицькій міській громаді Миргородського району Полтавської області. Населення становить 1023 осіб. Колишній орган місцевого самоврядування — Лучанська сільська рада.

## Історія
Вперше село Лука згадується у писемних джерелах 1721 як населений пункт Лубенського полку.
1781–96 — у складі Чернігівського намісництва,
1796—1802 — Малоросії,
1802—1925 — Полтавської губернії;
1781–96 та 1803—1923 — Лохвицького повіту.
У XIX — на початку XX століття — центр волості.
У 1859 році у селі Лука проживали 2552 особи, було 424 двори.
У 1863 році — відповідно 2580 особи та 424 двори.
У ХІХ столітті діяли Георгіївська церква (дерев'яна, зведена у 1771 році), сільське училище, працювали винокурня і пивоваренні заводи.
Переважна більшість жителів займалася сільсько -господарським виробництвом, а також теслярством (8 господарств), кравецтвом (2), шевством (1), ткацтвом (17).
12 червня 2020 року, відповідно до розпорядження Кабінету Міністрів України № 721-р «Про визначення адміністративних центрів та затвердження територій територіальних громад Полтавської області», село увійшло до складу Лохвицької міської громади.
19 липня 2020 року, в результаті адміністративно - територіальної реформи та ліквідації Лохвицького району, село увійшло до складу новоутвореного Миргородського району Полтавської області.

## Географія
Село Лука розташоване на лівому березі річки Сула, вище за течією на відстані 2 км розташоване село Ручки, нижче за течією на відстані 1,5 км розташоване село Гиряві Ісківці, на протилежному березі — село Степуки. Річка в цьому місці звивиста, утворює лимани, стариці та заболочені озера. По селу протікає струмок що пересихає із загатою. Поруч проходять автомобільна дорога Р60 та залізниця, станція Юсківці за 2 км.

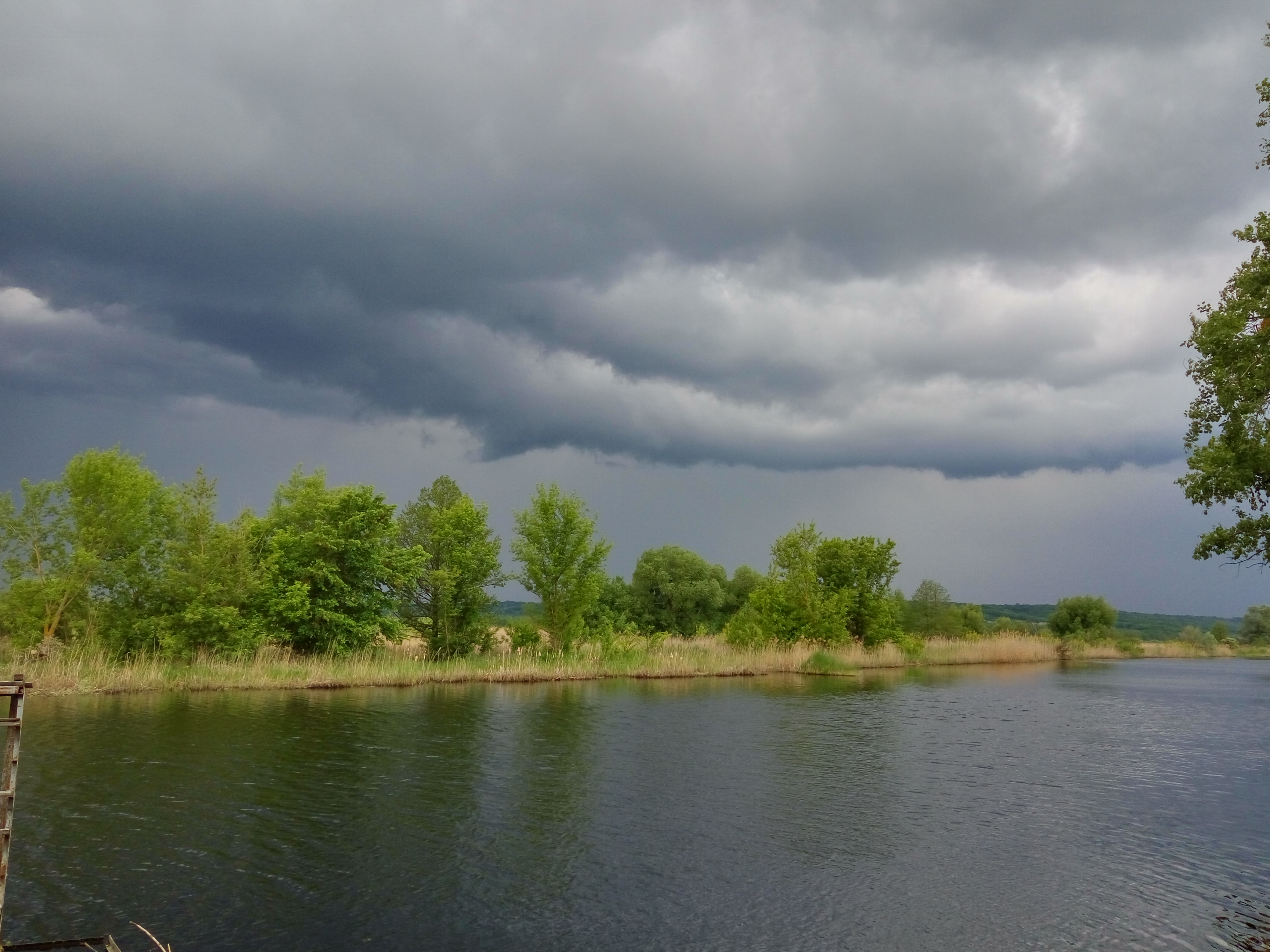
Річка Сула в парку відпочинку

## Об'єкти соціальної сфери

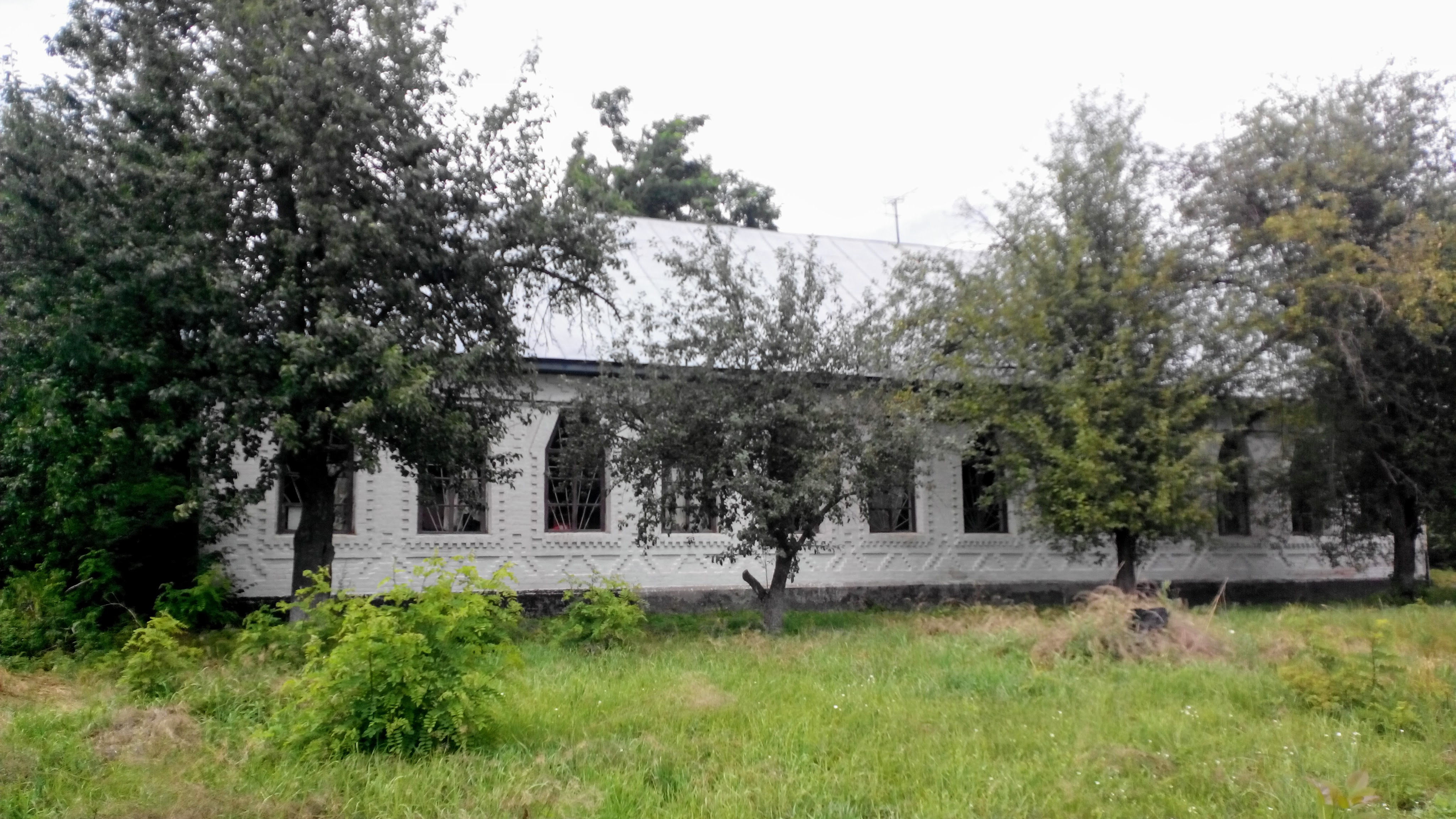
Школа земська трикомплектна у селі Лука

- Школа.
- Музична школа.
- 8 магазинів.

- 2 кафе.
- Дитячий садок
- Бібліотека
- Лікарня
- 2 церкви
- Будівля старости села

## Пам'ятки
Біля села розташований гідрологічний заказник загальнодержавного значення «Середньосульський».
У селі на початку 20 ст. було збудовано трикомплектну школу Лохвицького земства за проєктом Опанаса Сластіона у стилі "Український модерн"

## Посилання

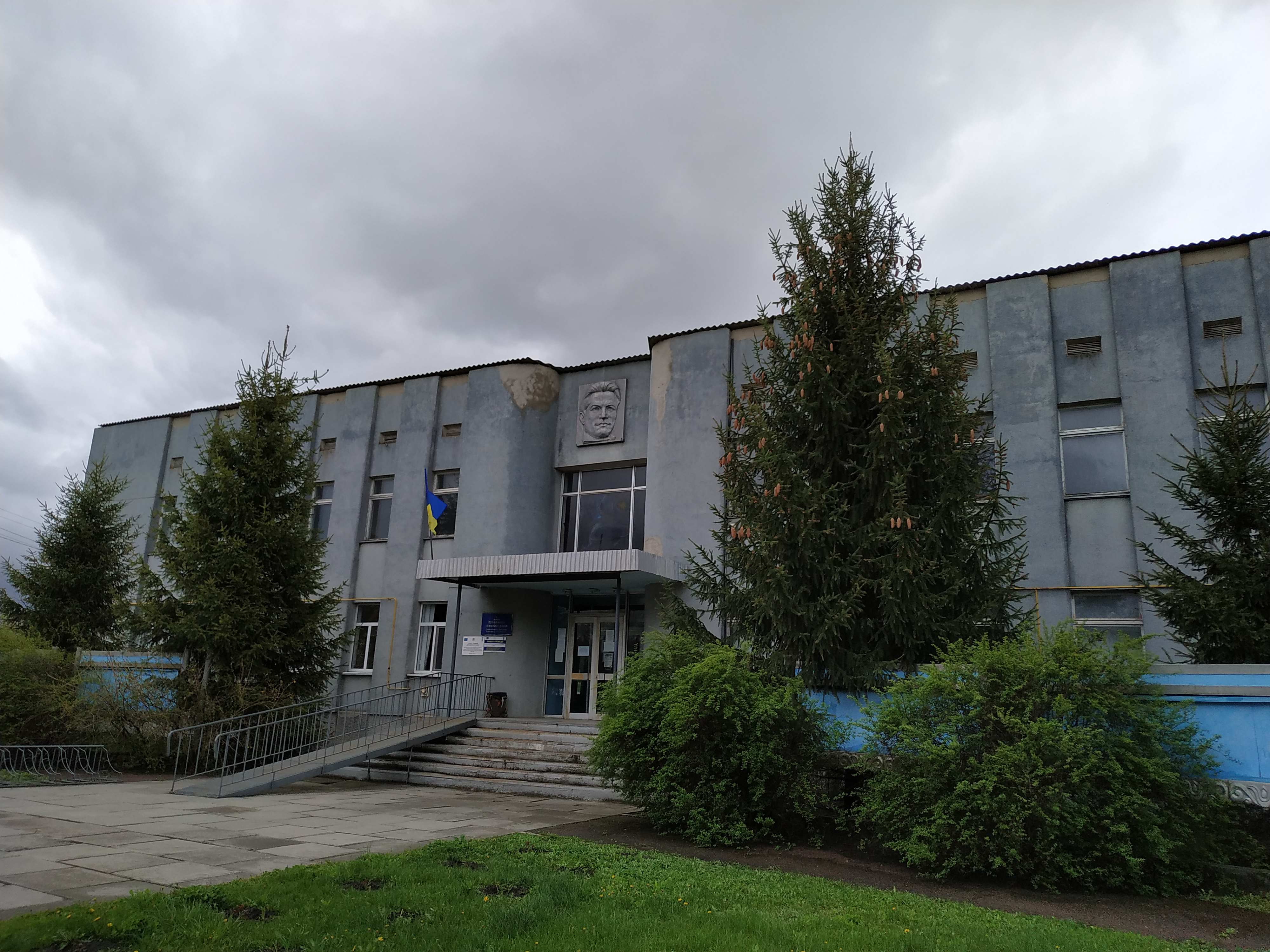
Сільська рада